# Resolución 285 del Consejo de Seguridad de las Naciones Unidas
La resolución 285 del Consejo de Seguridad de las Naciones Unidas, aprobada el 5 de septiembre de 1970, es la resolución más corta del Consejo con 16 palabras (después de la resolución 279); lee simplemente «Exige la completa e inmediata retirada de todas las fuerzas armadas de Israel del territorio libanés»
La resolución fue aprobada por 14 votos contra ninguno, mientras que Estados Unidos se abstuvo.